# Izavrija
Izavrija (antično grško starogrško Ἰσαυρία  [Iasurίa], latinsko Isauria)  je bila v antiki  divja in geografsko izolirana gorata pokrajina v celinskem delu južne Male Azije na severnih obronkih Taurusa. Njene meje so se skozi zgodovino spreminjale in se na splošno ujemale s sedanjo turško provinco Konya/Bozkır. Ime je dobila po bojevitih Izavrijcih,  ki so bili morda Luvijci, in naseljih Isaura Palaea (Ίσαυρα Παλαιά, latinsko Isaura Vetus, Stara Izavra) in Isaura Nea (Ίσαυρα Νέα, latinsko Isaura Nova, Nova Izavra). Izavrijski  maroderji  so bili okrutni neodvisni gorjani, ki so ropali sosednje pokrajine in uporno branili svojo neodvisnost, najprej pred makedonskimi in nato pred rimskimi osvajalci.

## Zgodnja zgodovina
Zgodovina Izavrije se je začela in morda za nekaj časa končala v 4. stoletju pr. n. št., ko je njeno močno utrjeno prestolnico Isauria Palea  ob vznožju Taurusa po smrti Aleksandra Velikega oblegal eden od njegovih generalov in naslednikov Perdikas. Izavrijci se niso nameravali ukloniti in zajeti, zato  so mesto zažgali in ga zapustili.

## Rimsko cesarstvo
Ko so se Rimljani na začetku 1. stoletja pr. n. št. prvič srečali z Izavrijci, so Kilikijo Trahejo prištevali k Izavriji, ki se je raztezala do Sredozemskega morja. Takšna delitev je trajala še najsednjih dvesto let. K Izavriji so prištevali tudi celotno kotlino reke Kalikadnus  (Göksu) in mesta v dolini njenega južnega kraka, znana kot  Izavrijsko  Deseteromestje.
Rimljani so delno podjarmili Izavrijce leta 76-75 pr. n. št.. Med vojno s kilikijskimi in drugimi pirati,  ki so se vojskovali proti Rimu, so bili Izavrijci tako aktivni, da se je prokonzulu Publiju Serviliju zdelo potrebno, da jih je zasledoval  do njihovih gorskih trdnjav in jih podjarmil. Za svoje zasluge je lete 75 pr. n. št. dobil vzdevk Izavrik.
Izavrijce so podredili galatskemu kralju Amintasu, vendar so očitno ohranili svoje plenilske navade in navidezno neodvisnost.  V   3. stoletju so skrivali kilikijskega roparja in uzurpatorja Trebelijana. 
Na začetku 4. stoletja so na ukaz cesarja Dioklecijana (284-305)iz takratne rimske province Kilikije odcepili njen del severno od Taurusa in ustanovili provinco Izavrija/Likaonija, kasneje samo Izavrija, ki se je raztezala do meje z Galatijo.  Del Pizidije, ki je spadal k Izavriji, je bil priključen k Ikoniji, k Izavriji pa je bil namesto njega priključen vzhodni  del  Pamfilije.  
Amijan Marcelin v 4. stoletju Izavrijce še vedno opisuje kot nadlogo za sosednje pokrajine Male Azije in pohode proti njim v letih 404 do 409, vključno s pohodom vzhodnorimskega generala Arbazacija, ki naj bi jih iztrebil. Izavrijce so dokončno pokorili šele med vladavino cesarja Justinijana I. (527-565).  
Izavrijskega porekla je bilo več bizantinskih cesarjev: Zenon, s pravim imenom Taras (sin) Kodisa Rusombladadiot (474-475 in 476-491),  Leoncij (695-698), Leon III. (717-741) in njegov sin Konstantin V. (741–775). Izavrijci so služili tudi kot vojaki in generli in bili nekaj časa tudi del cesarjeve osebne straže (ekskubitorji).   Meščani Konstantinopla so jih kjub temu imeli za barbare. Cesar Anastazij I. (491-518) se je proti izavrijskim upornikom vojskoval v tako imenovani izavrijski vojni, ki je trajala od leta 492 do 497.

## Kasnejša zgodovina
Ruševine mesta Isaura Palea so izjemne predvsem zaradi njihovega položaja, utrdb in grobnic.  Mesto Isaura Nea je izginilo, vendar njegov obstoj dokazujejo številni napisi in skulpture, vgrajene v hišah v Dorli. Isaura Nea je bila tista, ki jo je osvojil Servilij, tako da ji je prekinil dotok vode.
Izavrijsko višavje je prvi površno raziskoval J.R.S. Sterrett leta 1885. Najdišče je kot Isauro Paleo prepoznal W. M. Ramsay leta 1901. V njej je odkril več kot petdeset grških napisov in veliko krščanskih in drugih grobnic iz 3., 4. in 5. stoletja.

## Vira
- Chisholm, Hugh, urednik (1911). Encyclopædia Britannica (11. izdaja). Cambridge University Press, ki je v javni lasti.
- Herbermann, Charles, urednik (1913). Isaura. Catholic Encyclopedia. Robert Appleton Company, ki je v javni lasti.